# Bò Lowline Úc
Bò Lowline Úc là một giống bò Úc hiện đại, nhỏ và không có sừng. Đó là kết quả ngẫu nhiên của một thí nghiệm chọn lọc lai tạo sử dụng gia súc Aberdeen Angus đen tại Trung tâm Nghiên cứu Nông nghiệp thuộc Bộ Nông nghiệp New South Wales ở Trangie.:3 Đây là một trong những giống bò nhỏ nhất, nhưng không phải là giống bò lùn.:xxvi

## Lịch sử
Năm 1929 Sở Nông nghiệp New South Wales bắt đầu một đàn Aberdeen Angus tại Trung tâm Nghiên cứu Nông nghiệp tại Trangie với gia súc được nhập khẩu từ Canada. Những bổ sung khác nhau cho đàn gia súc đã được thực hiện, từ Canada, từ Hoa Kỳ, từ Anh Quốc và từ các đàn khác ở Úc, cho đến khi cuốn sách được đóng vào năm 1964. Từ khoảng thời gian này, các dự án nghiên cứu khác nhau đã được tiến hành tại Trangie. Năm 1974 một cuộc điều tra về mối tương quan giữa tốc độ tăng trưởng và khả năng sinh lời, và liệu hiệu quả chuyển đổi thức ăn có cao hơn ở các động vật lớn hay ăn cỏ nhỏ, đã bắt đầu.:3
Trong lần nghiên cứu trên, ba đàn riêng biệt đã được thành lập: một trong những loài động vật có tốc độ tăng trưởng cao trong năm đầu tiên, một loài có động vật tăng trưởng thấp và được chọn ngẫu nhiên là nhóm đối chứng. Chúng được gọi là High Line, Low Line và Control Line tương ứng. Đàn bò Low Line bắt đầu với 85 con bò và một số bò đực trẻ, và đã đóng cửa để bổ sung thêmgia súc khác từ năm 1974,:3 đàn gia súc này cuối cùng có tổng số hơn 400 con. Để loại trừ các tác động có thể có của khí hậu từ nghiên cứu, một số gia súc được nuôi tại Glen Innes ở miền bắc New South Wales và tại Hamilton, Victoria. Thí nghiệm này đã kéo dài mười chín năm, vào cuối thời kỳ nghiên cứu những con vật Low Line trung bình nhỏ hơn khoảng 30% so với nhóm High Line.:3

## Đặc điểm
Bò Lowline Australia là một trong những giống bò có kích thước nhỏ nhất, nhưng không bị ảnh hưởng bởi gen gây lùn.:xxvi Chiều cao của giống bò này khoảng 60% so với giống bò Angus Aberdeen bình thường, hoặc khoảng 110 cm đối với bò đực và 100 cm đối với bò cái. Bê có trọng lượng trung bình khoảng 22 kg lúc sinh, nhưng có thể nặng chỉ 14 kg. Lớp lông thường màu đen, nhưng cũng có màu đỏ đặc; một số màu trắng trong khu vực bìu hoặc vú được chấp nhận. Loài bò được cụt sừng tự nhiên và có tính khí ôn hòa.:18 Chúng thích nghi tốt với các điều kiện khí hậu khác nhau. Bò đẻ dễ dàng và cung cấp nhiều sữa cho con non.:18
So với các giống bò có kích thước lớn hơn, Lowline ít gây thiệt hại cho đồng cỏ, và không cần hàng rào cao hay khỏe như đối với các loài khác.

## Sử dụng
Bò Lowline Australia được nuôi với mục đích lấy thịt. Thịt của chúng có vân cẩm thạch và ngon; năng suất thịt cao.:18